# Katharina Wingen
Katharina Wingen (* in Bonn) ist eine deutsche Opernsängerin (Sopran), Regisseurin, Drehbuchautorin, Gesangscoach, sowie Gründerin und Intendantin der Kammeroper Leipzig.

## Leben
Katharina Wingen verbrachte ihre Kindheit in Lannesdorf und begann nach dem Besuch der Mädchenrealschule Gertrud Bäumer in Bad Godesberg eine Ausbildung zur Erzieherin in Bonn, die sie sofort abbrach, als sie mit 18 Jahren die Aufnahmeprüfung an der Hochschule für Musik und Tanz Köln bestand. Sie studierte, unter anderem bei Edda Moser, Gesang, Pantomime und Schauspiel, Sprecherziehung, Italienisch und Musikgeschichte, war Meisterschülerin von Rachel Yakar und schloss das Studium nach sechs Jahren mit „sehr gut“ ab.
1999 begann sie ihre Laufbahn als freischaffende Sopranistin an Theatern in Deutschland, Belgien und in der Schweiz und war von Anfang 2007 bis Mitte 2010 am Mittelsächsischen Theater Freiberg engagiert. Der Wunsch nach Unabhängigkeit führte dazu, dass sie diese feste Stelle kündigte.
Gemeinsam mit Kollegen baute sie das Tourneetheater „Kammeroper Leipzig“ auf und tourte mit einem Team aus Sängern und Pianisten durch Deutschland. Sie schrieb selbst die Stücke, in die sie Opernmelodien integrierte.
2012 kehrte sie in ihre Heimatregion zurück und lebt seitdem in Alfter.

## Soziales Engagement
Neben ihrer freiberuflichen Tätigkeit als Sängerin, Gesangslehrerin, Drehbuchautorin und Regisseurin engagiert sich Wingen halbtags als sozial-kulturelle Mitarbeiterin im Seniorenhaus „Sankt Angela“ der Cellitinnen in Hersel, wo sie die Bewohner mit Gesang und Spiel beschäftigt und individuelle Betreuungsaufgaben übernimmt.